# Dasarathpur
Dasarathpur (nepalski: दशरथपुर) – gaun wikas samiti w zachodniej części Nepalu w strefie Bheri w dystrykcie Surkhet. Według nepalskiego spisu powszechnego z 2001 roku liczył on 799 gospodarstw domowych i 4444 mieszkańców (2288 kobiet i 2156 mężczyzn).